# Tomás de Almeida
Tomás de Almeida (Lisbona, 5 ottobre 1670 – Lisbona, 27 febbraio 1754) è stato un cardinale e patriarca cattolico portoghese.

## Biografia
Nacque a Lisbona il 5 ottobre 1670.
Già vescovo di Porto, divenne cappellano maggiore del Re, che ottenne per lui da papa Clemente XI, con la cosiddetta Bolla d'oro del 1716, il rango di Patriarca e l'assegnazione al nuovo Patriarcato di Lisbona di gran parte della diocesi di Lisbona che così venne divisa tra il nuovo Patriarcato e l'arcidiocesi esistente (peraltro vacante dal 1710) fino alla riunificazione della circoscrizione nel 1740 sotto lui stesso.
Papa Clemente XII lo elevò al rango di cardinale nel concistoro del 20 dicembre 1737.
Morì il 27 febbraio 1754 all'età di 83 anni.

## Genealogia episcopale e successione apostolica
La genealogia episcopale è:
- Cardinale Guillaume d'Estouteville, O.S.B.Clun.
- Papa Sisto IV
- Papa Giulio II
- Cardinale Raffaele Riario
- Papa Leone X
- Papa Clemente VII
- Cardinale Antonio Sanseverino, O.S.Io.Hier.
- Cardinale Giovanni Michele Saraceni
- Papa Pio V
- Cardinale Innico d'Avalos d'Aragona, O.S.Iacobi
- Cardinale Scipione Gonzaga
- Patriarca Fabio Biondi
- Papa Urbano VIII
- Cardinale Cosimo de Torres
- Cardinale Francesco Maria Brancaccio
- Vescovo Miguel Juan Balaguer Camarasa, O.S.Io.Hier.
- Papa Alessandro VII
- Cardinale Neri Corsini
- Vescovo Francesco Ravizza
- Cardinale Veríssimo de Lencastre
- Arcivescovo João de Sousa
- Vescovo Álvaro de Abranches e Noronha
- Cardinale Nuno da Cunha e Ataíde
- Cardinale Tomás de Almeida

La successione apostolica è:
- Arcivescovo Ludovico Alvares de Figueiredo (1716)
- Vescovo João de Brito e Vasconcelos (1717)
- Vescovo António Paes Godinho, S.I. (1718)
- Arcivescovo João Cardoso Castelo (1719)
- Vescovo Manuel a Santa Catharina, O.Carm. (1720)
- Vescovo Bartolomeu do Pilar, O.Carm. (1720)
- Arcivescovo Inácio de Santa Teresa Torres de Souza, O.E.S.A. (1721)
- Vescovo Emmanuel de Jesus-Maria-Joseph, O.F.M. (1721)
- Vescovo José Azevedo Leal, O.F.M. (1721)
- Vescovo Antônio de Guadalupe, O.F.M. (1725)
- Arcivescovo José de Fialho, O.Cist. (1725)
- Vescovo Manuel Coutinho (1725)
- Vescovo João de Faro, O.F.M. (1738)
- Vescovo Valério do Sacramento, O.F.M.Ref. (1738)
- Vescovo Antonio de Castro (1738)
- Vescovo Guilherme de São José Antonio de Aranha (1738)
- Vescovo Luiz de Santa Teresa da Cruz Salgado de Castilho, O.C.D. (1738)
- Vescovo Manoel da Cruz Nogueira, O.Cist. (1738)
- Vescovo Antônio de Nossa Senhora do Desterro Malheiro, O.S.B. (1739)
- Vescovo Leandro de Santo Agostinho da Piedade, O.A.D. (1739)
- Arcivescovo José Botelho de Matos (1741)
- Arcivescovo José de Bragança (1741)
- Vescovo João da Cruz Salgado de Castilho, O.C.D. (1741)
- Arcivescovo Miguel de Távora, O.E.S.A. (1741)
- Vescovo Valeriao da Costa e Gouveia (1741)
- Vescovo Manuel Lopes Simões (1741)
- Vescovo Hilário de Santa Rosa, O.F.M. (1741)
- Vescovo Júlio Francisco de Oliveira, C.O. (1741)
- Vescovo João do Nascimento Marques de Fonseca, O.F.M. (1741)
- Vescovo José Maria da Fonseca de Évora, O.F.M. (1741)
- Vescovo Pedro de Villas Boas e Sampaio (1743)
- Vescovo Bernardo António de Mello Osório (1743)
- Vescovo Feliciano de Nossa Senhora (1743)
- Vescovo João de Moreira, O.F.M. (1743)
- Vescovo Francesco de Santa Rosa de Viterbo, O.F.M. (1743)
- Arcivescovo Francisco de Mello, O.F.M. (1743)
- Vescovo João da Silva Ferreira (1743)
- Arcivescovo José Dantas Barbosa (1743)
- Vescovo Baltazar de Faria Villas-Boas (1743)
- Arcivescovo Manoel de Santa Ines Ferreira, O.C.D. (1746)
- Vescovo Francisco de São Tiago, O.F.M. (1746)
- Vescovo Bernardo Rodrigues Nogueira (1746)
- Vescovo Ludovico Das Chagas des Saint Plaies, O.E.S.A. (1746)
- Cardinale João Cosme da Cunha, O.C.S.A. (1746)
- Vescovo Miguel de Bulhões e Souza, O.P. (1746)
- Arcivescovo Antonius Taveira de Neiva Brum (1750)
- Vescovo Antônio da Madre de Deus Galvão, O.F.M. (1750)